# A 특공대

A 특공대(The A-Team)는 1983년 1월 23일부터 1987년 3월 8일까지 미국의 NBC에서 방영된 TV 드라마이다.
대한민국에서는 KBS 2TV 한국방송을 통해 1987년 1월 26일부터 1988년 12월 5일까지 매주 월요일 밤에 방영된 후 MBC 문화방송으로 이동해 1989년 9월부터 1990년까지, 다시 SBS 서울방송에서 1995년 9월부터 2004년까지 방영되었다.

## 시즌
- 시즌 1 : 1983년 1월 23일 ~ 1983년 5월 10일
- 시즌 2 : 1983년 9월 20일 ~ 1984년 5월 15일
- 시즌 3 : 1984년 9월 18일 ~ 1985년 5월 14일
- 시즌 4 : 1985년 9월 24일 ~ 1986년 5월 13일
- 시즌 5 : 1986년 9월 26일 ~ 1987년 3월 8일

## 등장 인물
- 조지 퍼파드 - 한니발 역
- 더크 베네딕트 - 멋쟁이 역
- 드와이트 슐츠 - 머독 역
- 미스터 T - B.A 역
- 존 애슐리 - 나레이터(시즌 1)

## 한국판 성우진(KBS)
- 이강식(처음) / 유강진(나중) - 한니발(조지 퍼파드) 중령(처음) / 대령(나중)
- 김도현 - 멋쟁이(더크 베네딕트) 중위
- 백진 - 머독(드와이트 슐츠) 대위
- 박상일 - BA(미스터 T) 상사

## 에피소드 목록

### NBC (미국 기준)
- 1X01 : Mexican Slayride(전편)
- 1X02 : Mexican Slayride(후편)
- 1X03 : Children of Jamestown Christian
- 1X04 : Pros and Cons
- 1X05 : A Small and Deadly War
- 1X06 : Black Day at Bad Rock
- 1X07 : The Rabbit Who Ate Las Vegas
- 1X08 : The Out-of-Towners
- 1X09 : Holiday in the Hills
- 1X10 : West Coast Turnaround
- 1X11 : One More Time
- 1X12 : Till Death Do Us Part
- 1X13 : The Beast from the Belly of a Boeing
- 1X14 : A Nice Place to Visit

- 2X01 : Diamonds 'n' Dust
- 2X02 : Recipe for Heavy Bread
- 2X03 : The Only Church in Town
- 2X04 : Bad Time on the Border
- 2X05 : When You Comin' Back, Range Rider?(전편)
- 2X06 : When You Comin' Back, Range Rider?(후편)
- 2X07 : The Taxicab Wars
- 2X08 : Labor Pains
- 2X09 : There's Always a Catch
- 2X10 : Water, Water Everywhere
- 2X11 : Steel
- 2X12 : The White Ballot
- 2X13 : The Maltese Cow
- 2X14 : In Plane Sight
- 2X15 : The Battle of Bel Air
- 2X16 : Say It With Bullets
- 2X17 : Pure-Dee Poison
- 2X18 : It's a Desert Out There
- 2X19 : Chopping Spree
- 2X20 : Harder Than It Looks
- 2X21 : Deadly Maneuvers
- 2X22 : Semi-Friendly Persuasion
- 2X23 : Curtain Call

- 3X01 : Bullets and Bikinis
- 3X02 : The Bend in the River(전편)
- 3X03 : The Bend in the River(후편)
- 3X04 : Fire
- 3X05 : Timeber!
- 3X06 : Double Heat
- 3X07 : Trouble on Wheels
- 3X08 : The Lsland
- 3X09 : Showdown!
- 3X10 : Sheriffs of Rivertown
- 3X11 : The Bells of St. Mary's
- 3X12 : Hot Styles
- 3X13 : Breakout!
- 3X14 : Cup A' loe
- 3X15 : The Big Squeeze
- 3X16 : Champ!
- 3X17 : Skins
- 3X18 : Road Games
- 3X19 : Moving Targets
- 3X20 : Knights of the Road
- 3X21 : Waste 'Em!
- 3X22 : Bounty
- 3X23 : Beverly Hills Assault
- 3X24 : Trouble Brewing
- 3X25 : Incident at Crystal Lake

- 4X01 : Judgment Day(전편)
- 4X02 : Judgment Day(후편)
- 4X03 : Where Is The Monster When You Need Him?
- 4X04 : Lease With an Option to Die
- 4X05 : The Road to Hope
- 4X06 : The Heart of Rock N' Roll
- 4X07 : Body Slam
- 4X08 : Blood, Sweet, and Cheers
- 4X09 : Mind Games
- 4X10 : There Goes the Neighborhood
- 4X11 : The Doctor ls Out
- 4X12 : Uncle Buckle-Up
- 4X13 : Wheel of Fortune
- 4X14 : The A-Team ls Coming, the A-Team in Coming
- 4X15 : Members Only
- 4X16 : Cowboy George
- 4X17 : Waiting for Insane Wayne
- 4X18 : The Duke of Whispering Pines
- 4X19 : Beneath the Surface
- 4X20 : Mission of Peace
- 4X21 : The Trouble with Harry
- 4X22 : A Little Town With an Accent
- 4X23 : The Sound of Thunder

- 5X01 : The Court Martial(전편)
- 5X02 : The Court Martial(중편)
- 5X03 : The Court Martial(후편)
- 5X04 : Quarterback Sneak
- 5X05 : The Theory of Revolution
- 5X06 : The Say UNCLE Affair
- 5X07 : Alive at Five
- 5X08 : Family Reunion
- 5X09 : Point of No Return
- 5X10 : The Crystal Skull
- 5X11 : The Spy Who Mugged Me
- 5X12 : The Grey Team
- 5X13 : Without Reservations

### KBS (한국 기준)
- 1월 26일 : 정의의 사람들
- 2월 2일 : 라스베가스를 삼킨 토끼
- 2월 9일 : 하늘의 왕자
- 2월 16일 : 배드록 사수작전
- 2월 23일 : 그린벨리의 무법자
- 3월 2일 : 결혼작전
- 3월 9일 : 고스타운의 아이들
- 3월 16일 : 위험한 전쟁
- 3월 23일 : 불청객
- 3월 30일 : 마지막 기회
- 4월 6일 : 하늘의 공포
- 4월 13일 : 우정의 안식처
- 4월 20일 : 아버지의 꿈
- 4월 27일 : 국경지대
- 5월 4일 : 절도에 핀 사랑
- 5월 11일 : 물줄기를 찾아서
- 5월 18일 : 행운의 과자
- 5월 25일 : 불명
- 6월 1일 : 불명
- 6월 8일 : 백지투표
- 6월 15일 : 배추 대포
- 6월 22일 : 불명
- 6월 29일 : 우정 있는 설복
- 7월 6일 : 택시전쟁
- 7월 13일 : 지하의 비밀
- 7월 20일 : 밀주 소탕작전
- 7월 27일 : 말타의 골동품
- 8월 3일 : 비상착륙 (상)
- 8월 10일 : 비상착륙 (하)
- 8월 17일 : 탱크소동
- 8월 24일 : 사막전쟁
- 8월 31일 : 자동차 도둑
- 9월 7일 : 사랑의 힘
- 9월 14일 : 생사의 갈림길
- 9월 21일 : 구사일생
- 9월 28일 : 요리사 머독
- 10월 5일 : 숲속의 전투
- 10월 12일 : 불
- 10월 19일 : 천사들의 합창
- 10월 26일 : 총알의 비키니
- 11월 2일 : 불명
- 11월 9일 : 낙원의 섬
- 11월 16일 : 아마존의 해적 (상편)
- 11월 23일 : 아마존의 해적 (하편)
- 11월 30일 : 청문회 작전
- 12월 7일 : 자동차 공장의 비밀
- 12월 14일 : 사랑의 상처
- 12월 21일 : 챔프
- 12월 28일 : 리버타운의 보안관

- 1월 4일 : 불명
- 1월 11일 : 가로수의 기사들
- 1월 18일 : 도박사의 길
- 1월 25일 : 천재화가 머독
- 2월 1일 : 호반의 탈출
- 2월 8일 : 필사의 탈출
- 2월 15일 : 처음보다 좋은 마지막
- 2월 22일 : 움직이는 표적
- 2월 29일 : 현상금
- 3월 7일 : 외로운 손
- 3월 14일 : 허황된 꿈
- 3월 21일 : 골목의 전투
- 3월 28일 : 십자군
- 4월 4일 : 심판의 날 (상편)
- 4월 11일 : 심판의 날 (하편)
- 4월 18일 : 가짜소동
- 4월 25일 : 4대 4의 대결
- 5월 2일 : 12인의 거한들
- 5월 9일 : 개척자의 꿈
- 5월 16일 : 그래도 막은 오른다
- 5월 23일 : 하노이의 추억
- 5월 30일 : 시카고 원정
- 6월 6일 : 자동차 경주장의 음모
- 6월 13일 : 한때는 적이 있다
- 6월 20일 : 교도소의 위문 공연단
- 6월 27일 : 프로레슬러 헐크 호간
- 7월 4일 : 스타탄생
- 7월 11일 : 보물선의 십자가
- 7월 18일 : 금광속의 우정
- 7월 25일 : 두가지 음모
- 8월 1일 : 골프장의 이변
- 8월 8일 : 행운의 게임쇼
- 8월 15일 : 초대가수 보이조지
- 8월 22일 : 시카고의 유령
- 8월 29일 : 의문의 사나이
- 9월 5일 : 최후의 증언
- 9월 12일 : 불명
- 9월 19일 : 카리브 해안의 열풍
- 10월 3일 : 특종과 여자
- 10월 10일 : 불명
- 10월 17일 : 첩보원의 정체
- 10월 24일 : 아버지와 아들
- 10월 31일 : 홍콩의 36시간
- 11월 7일 : 몬테카롤로의 도박사
- 11월 14일 : 머독 왕이 되다
- 11월 21일 : 양로원 특공대
- 11월 28일 : 3인의 불청객
- 12월 5일 : 기상천외의 탈출